# Anost
Anost ist eine französische Gemeinde mit 704 Einwohnern (Stand: 1. Januar 2022) im Département Saône-et-Loire in der Region Bourgogne-Franche-Comté (vor 2016 Burgund). Sie gehört zum Arrondissement Autun und zum Kanton Autun-1 (bis 2015 Kanton Lucenay-l’Évêque). Die Einwohner werden Anostiens genannt.

## Geographie
Anost liegt etwa 18 Kilometer nordwestlich von Autun im Morvan-Massiv am Fluss Cure.  Umgeben wird Anost von den Nachbargemeinden Planchez im Norden und Nordwesten, Gien-sur-Cure im Norden, Cussy-en-Morvan im Osten und Nordosten, La Petite-Verrière im Südosten, Roussillon-en-Morvan im Süden, Arleuf im Westen und Südwesten sowie Lavault-de-Frétoy im Nordwesten.

## Geschichte

### Bevölkerungsentwicklung
| Jahr                      | 1962 | 1968 | 1975 | 1982 | 1990 | 1999 | 2006 | 2013 | 2019 |
| Einwohner                 | 1081 | 1058 | 867  | 847  | 746  | 679  | 672  | 712  | 719  |
| Quelle: Cassini und INSEE |      |      |      |      |      |      |      |      |      |

## Kultur und Sehenswürdigkeiten

### Bauwerke
- Kirche Saint-Germain
- Kapelle Sainte-Claire in der Ortschaft Velée

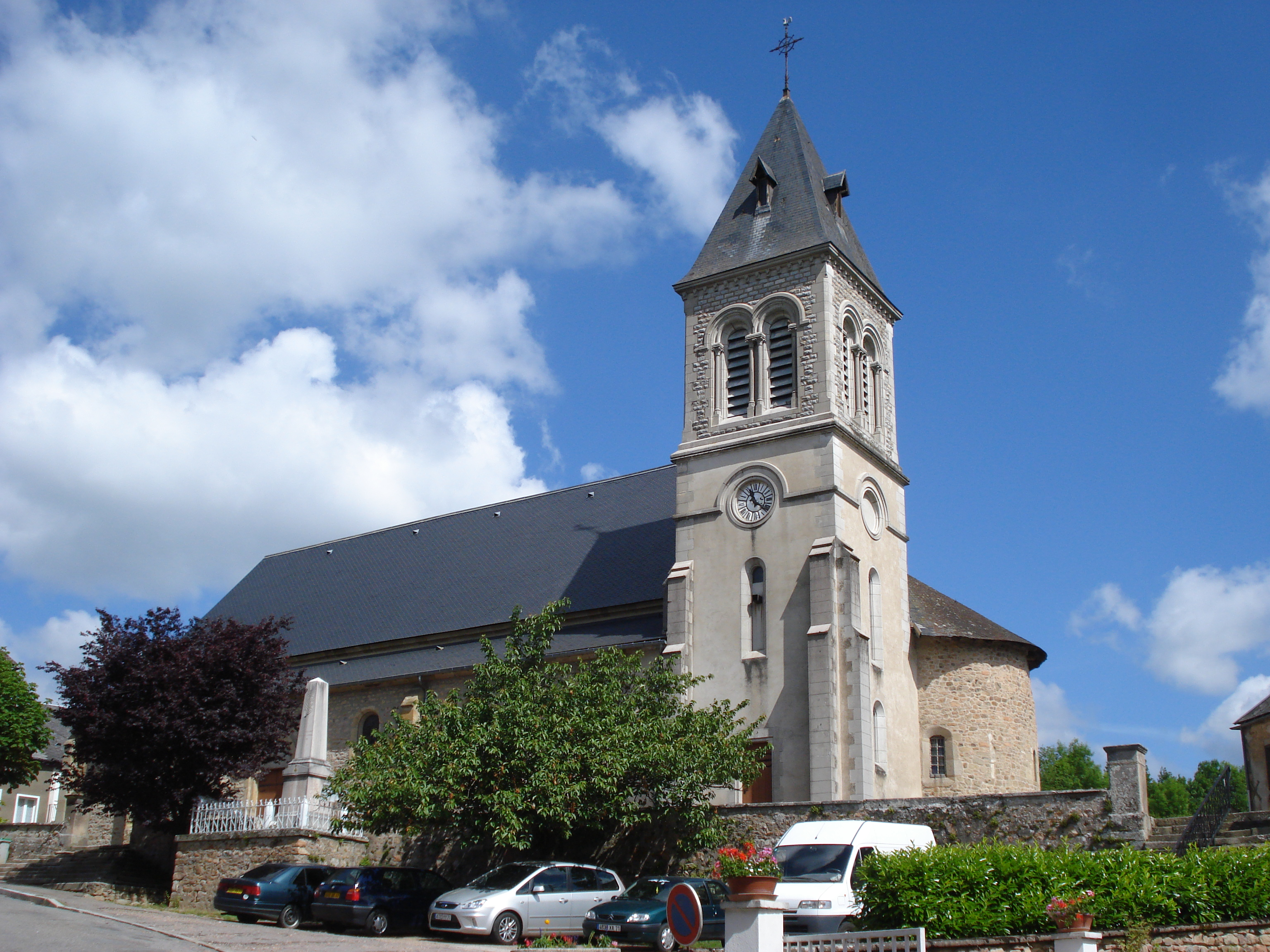
Kirche Saint-Germain

- Schloss La Ferrière
- Schloss Meix, 1575 erbaut
- Burgruine Roussillon
- Herrenhaus Bussy

### Regelmäßige Veranstaltungen
Jedes Jahr im August findet in Anost das "Fête de la Vielle" (Drehleier-Festival) statt.
Das Programm widmet sich der traditionellen Musik des Morvan und anderer Regionen. An den vier Tagen erklingen im Festzelt, auf Bühnen, in Bars und auf den Straßen die Klänge von Dudelsäcken, Geigen, diatonischen Akkordeons und Drehleiern. Zum 30. Jubiläum im Jahr 2007 besuchten 25.000 Zuschauer das Festival. Das 40. "Fête de la Vielle" fand von Donnerstag, 17. bis Sonntag, 20. August 2017 statt.

## Persönlichkeiten
- Jules Basdevant (1877–1968), Jurist, Präsident des Internationalen Gerichtshofs